# Betung (Betung)
Betung is een bestuurslaag in het regentschap Banyuasin van de provincie Zuid-Sumatra, Indonesië. Betung telt 11.435 inwoners (volkstelling 2010).